# The Human Factor
The Human Factor – czwarty album studyjny amerykańskiego zespołu heavymetalowego Metal Church wydany 27 marca 1991 roku przez Epic Records.

## Lista utworów
Autorami utworów, jeśli nie podano inaczej, są Michael Howe i Kurdt Vanderhoof.
1. „The Human Factor” – 5:00
2. „Date with Poverty” – 5:20
3. „The Final Word” – 6:00
4. „In Mourning” (Howe / Marshall / Vanderhoof / Wells) – 6:02
5. „In Harm's Way” (Marshall / Vanderhoof) – 7:00
6. „In Due Time” (Arrington / Howe / Marshall / Vanderhoof / Wells) – 4:05
7. „Agent Green” – 5:58
8. „Flee from Reality” (Howe / Marshall / Wells) – 4:12
9. „Betrayed” – 4:33
10. „The Fight Song” (Arrington / Erickson / Howe / Marshall / Wells) – 3:25

## Twórcy
| Metal Church w składzie - Mike Howe – śpiew - John Marshall – gitara - Craig Wells – gitara - Duke Erickson – gitara basowa - Kirk Arrington – perkusja - Kurdt Vanderhoof – gitara (gościnnie) | Personel - Mark Dodson – produkcja, inżynieria dźwięku, aranżacje - Kurdt Vanderhoof – aranżacje - Tom Fletcher – miksowanie - Brian Stover – inżynieria dźwięku (asystent) - Trish Finnegan – inżynieria dźwięku (asystent) - Greg Calbi – mastering - Max Alguiera – zdjęcia |